# Зуброглава (район Наместово)
Зуброглава (словац. Zubrohlava, венг. Bölényfő ) — деревня и община района Наместово Жилинского края в северной Словакии.
Расположена в Бескидах в исторической области О́рава недалеко от Оравского водохранилища, в 5 км от районного центра города Наместово и 228 км от Братиславы. Площадь — 15,26 км².

## Население
| Год:                | 1994 | 2004     | 2014     | 2024     |
| ------------------- | ---- | -------- | -------- | -------- |
| Количество человек: | 1746 | 2044     | 2263     | 2555     |
| Разница:            |      | +17,06 % | +10,71 % | +12,90 % |

Население на 31 декабря 2020 года — 2 395 человек.

## История
Впервые упоминается в 1588 году.